# История печатания
Начало печатания принято относить к началу человеческой цивилизации во времена неолита. Печатки-штампы оттискивались без помощи краски на сырой глине или коже, удостоверяя личность владельца.
Однако уже в доисторический период, во времена палеолита, человек оставлял на стенах пещер отпечатки кистей рук, применяя таким образом способ трафаретной печати. Эстампы рук в пещере Коске датируют 27 000 гг. до н. э.
Исследователи У. Чэппел и Р. Брингхёрст идут дальше. Они утверждают, что на своем раннем этапе печатание неотличимо от письма, и не требует какой-либо технологии. Согласно им, первые отпечатки — это следы первых наземных животных (350 000 000 лет назад).

## Древний мир и средневековье

### Штампы
Первые печатки появляются одновременно в разных частях Земли. К периоду неолита относятся первые пинтадеры — красочные орнаментальные штампы. С их помощью на человеческое тело наносили рисунки перед татуировкой.
Бескрасочные печатки-штампы оттискивали, среди прочего, на глиняных пробках, закупоривавших сосуды с вином. Раскаленным штампом выжигали знаки владельца на шкуре домашних животных. Некоторые из штампов (в частности, относящиеся к цивилизации Мохенджо-Даро) не предназначались для оттискивания: это были просто амулеты и украшения.
В XXXV век до н. э. на Ближнем Востоке появляются цилиндрические печати. Особенно широко они распространяются в Месопотамии шумерского периода. Небольшой цилиндр с печатью прокатывался по сырой глине, оставляя выпуклое изображение, как правило, на религиозную тему. Владельцы печатей использовали их в качестве подписи на документах.
Около XXV века до н. э. был изготовлен Фестский диск, назначение и смысл которого до сих пор неизвестны. Это терракотовый диск, покрытый с обеих сторон иероглифами. Знаки были вдавлены в него с помощью деревянных или каменных печатей до обжига. Таким образом, Фестский диск является древнейшим известным науке печатным текстом.

### Чеканка
При изготовлении монет издревле использовали принцип тиснения. Кусочек металла помещался между двумя металлическими штемпелями с рельефными изображениями аверса и реверса, после чего по верхнему штемпелю наносились сильные удары молотком.
Первые монеты появились в Лидии в VII в. до н. э.

### Печать по ткани
Печатание, или набивка, тканей появилась ещё в доисторическую эпоху. Самое старое сохранившееся изделие из набивной ткани — туника IV в.,— была найдена в детской гробнице Панополя.
Самую старую сохранившуюся модель (деревянную форму, с которой краска оттискивалась на ткань) датируют 1379 годом. На так называемой доске Прота, найденной во французской деревушке Ферте-Сюр-Гронь (департамент Сона и Луара), помимо рисунка содержатся и буквы. Таким образом, в Европе в это время уже печатался текст.

### Ксилографическая печать
Ксилографическая печать впервые возникла и распространилась на Дальнем Востоке. Ещё в конце II в. в китайском Лояне буддийские тексты размножали методом эстампажа. На каменных стелах гравировались иероглифы, стелы покрывались краской, после чего к ним прижимали листы бумаги.
Более совершенный способ ксилографии, то есть красочной печати с деревянных досок, возникает около VI—VIII вв. В Корее найден текст, оттиснутый в первой половине VIII века, а в Японии — фрагмент буддийского текста, датируемый 60-ми годами того же столетия.
Китайские литературные источники относят первые печатные изображения с деревянных досок к VI веку. Самая ранняя из сохранившихся китайских гравюр создана в IX веке.
В «Алмазной сутре», древнейшей ксилографической книге, датированной 868 г., указано, что мастер Ван Цзе вырезал доски и напечатал книгу «для дарового всеобщего распределения с целью в глубоком почтении увековечить память своих родителей». К этому времени ксилографическое книгопечатание в Китае уже широко распространено. Его центром становится город Чэнду.
В Европе ксилография распространяется вместе с появлением дешёвой бумаги, то есть к концу XIV в. В начале XV в. по всей Германии продаются на ярмарках и пользуются большим спросом вручную раскрашенные гравюры с изображением святых. Одна из старейших сохранившихся гравюр такого рода — изображение Святого Христофора, переносящего младенца Иисуса через реку. Она датирована 1423 г. В это же время появляются первые печатные игральные карты.
В середине XV в. появляются ксилографические книги, или блокбухи, страницы которых были полностью вырезаны на отдельных деревянных досках. Как правило, это были книги для простых людей, только учившихся чтению. Количество иллюстраций в них значительно превосходило количество текста. Популярнейшими ксилографскими книгами были Библия бедных, Апокалипсис, «Зерцало человеческого спасения» и др.
В XV в. блокбух существует параллельно с печатной книгой (то есть напечатанной при помощи подвижных литер). В течение следующего XVI в. печатная книга его полностью вытесняет.

## Новое время

### Подвижны́е литеры
Впервые выпукло награвированный текст был разделен на отдельные литеры китайцем Би Шэном около 1040 г. На каждой керамической литере Би Шэн поместил иероглиф. Для каждого иероглифа было сделано несколько одинаковых литер. Литеры набирались на железной доске, покрытой смолой и воском. Затем красились и с них печатался текст.
Металлические подвижные литеры впервые были применены в 1234 г. в Корее, во времена империи Корё. В 1377 г. в Корее была напечатана Чикчи — старейшая из существующих книг, напечатанных при помощи металлических подвижных литер. Однако широкого распространения эти первые системы подвижных литер не получили: они были дорогими и требовали больших трудовых затрат.
Около 1450 г. Иоганн Гутенберг изобрел печатный станок и самостоятельно разработал европейскую систему подвижных литер, дополнив её такими новшествами, как изготовление шрифта при помощи пуансонов и матриц.
В алфавитных системах письма набор посредством подвижных литер оказался более быстрым и надежным, чем ксилография. Металлические литеры были прочнее, а текст получался более единообразным. Высокое качество и относительно низкая цена Библии Гутенберга (1455) доказали превосходство использования подвижных литер в Европе. Изобретения Гутенберга очень скоро распространились по всей Европе, а потом — и по всему миру.